# Gatunek rodzimy
Gatunek rodzimy, gatunek autochtoniczny, spontaneofit – gatunek rodzimy dla danego ekosystemu, siedliska, biocenozy. Gatunki autochtoniczne stanowią o składzie faunistycznym i florystycznym danego obszaru geograficznego. Duży ich udział w składzie gatunkowym świadczy o tym, że flora czy fauna danego obszaru jest naturalnego pochodzenia.
Przeciwieństwem gatunków rodzimych są gatunki alochtoniczne, czyli gatunki obcego pochodzenia.
Przykładem gatunku rodzimego w Polsce może być rak rzeczny (Astacus astacus) (in. rak szlachetny) wypierany przez sprowadzonego do Europy w XIX wieku z Ameryki Północnej raka pręgowanego (Orconectes limosus).